# Seleção de Trinidad e Tobago Masculina de Handebol
A Seleção de Trinidad e Tobago Masculina de Handebol representa Trinidad e Tobago nas competições internacionais de handebol organizadas pela Confederação da América do Norte e do Caribe de Handebol (NACHC), pela Federação Internacional de Handebol (IHF) e pelo Comitê Olímpico Internacional (COI), e é governada pela Trinidad and Tobago Team Handball Association.

## História
A Trinidad and Tobago Team Handball Association é membro da IHF desde 2004 e da NACHC desde 2019. A equipe nacional ainda está em formação e participou de seu primeiro torneio internacional em 2019, quando competiu no Campeonato de Nações Emergentes da América do Norte e do Caribe da IHF  e terminou em décimo lugar entre doze equipes. Nesse torneio para países em desenvolvimento de handebol na América do Norte e no Caribe, organizado pela IHF, eles eles perderam para o México (11:44) e para a Martinica (9:55) na rodada preliminar. Na rodada de colocação, eles venceram Barbados (43-23) e São Cristóvão e Névis (33-25) antes de perderem para Dominica (17-22) na disputa pelo nono lugar.

## Competições

### Campeonato de Nações Emergentes da América do Norte e do Caribe da IHF
| Ano  | Fase                | Posição | JG | V | E | D | GF  | GS  | DF  |
| ---- | ------------------- | ------- | -- | - | - | - | --- | --- | --- |
| 2019 | Disputa do 9º lugar | 10º     | 5  | 2 | 0 | 3 | 114 | 169 | -55 |